# 新世纪福音战士名词列表
这是一个新世纪福音战士系列作品的术语列表。
關於在《新劇場版》中首次出現的用語，將統一記述在「#新劇場版的新設定」中。
另外，在本篇文章中，1995年到1996年間播放的電視動畫作品稱為TV版，《新世紀福音戰士劇場版》中的〈DEATH/DEATH(TRUE)²〉、〈Air〉和〈真心為你〉三章節合稱為舊劇場版，而同時提及TV版和舊劇場版時稱為舊世紀版。由貞本義行改編的漫畫作品稱為漫畫版，而2007年到2021年間上映的一系列劇場版作品稱為新劇場版。其中，《福音戰士新劇場版：序》簡稱為《序》，《福音戰士新劇場版：破》簡稱為《破》，《福音戰士新劇場版：Q》簡稱為《Q》，而《福音戰士新劇場版：終》簡稱為《終》。

## 冲击

### 第一次冲击
第一次冲击是指发生于大约40亿年前的一次陨石撞击。
依据月球大碰撞說，这次撞击是地球的卫星──月球形成的原因，在TV版第七集画面中的一份文档上可以看到相关的描述。
根据游戏《新世紀福音戰士2》故事中提到的说法，这枚陨石事实上就是包裹着莉莉斯的黑之月。撞击发生后，它的大部分質量反弹脱离地球，形成月球，而包含莉莉斯的一小部分留在了地球上。

### 第二次冲击
第二次沖擊的真相在不同時期、不同作品中有著不同的解釋。
一般而言，第二次冲击是指2000年9月13日（漫畫版是2000年8月15日），在南极进行的针对亚当的接触实验（活捉亞當）所引起的一系列灾难。
為了避免亞當與使徒接觸造成令人類滅亡的大爆炸而嘗試將亞當還原回卵，被唤醒并且受伤的亚当释放出强大的反A.T.力场，進而引发大爆炸。根據美里的片段回憶可知第二次衝擊當下有（新劇場版是4具）光之巨人出現在南極，被稱為Adams。爆炸导致整个南极冰帽的融化，也改变了地球的傾角。严重的洪水和海啸紧随而来，南半球的20亿居民当场遇难。爆炸发生后两天，为了争夺紧缺的食物和资源，印度和巴基斯坦之间展开了战争。争端很快弥漫到了全球而引發世界大战。
直到2001年2月14日，情人节条约（The Valentine Treaty）签订后，战争才逐渐平息。这些事件导致地球人口骤减至原来的一半。
第二次冲击导致全球海平面上升和气候变化，引发了严重的环境危机。许多旧有的沿海城市被淹没。
此外，日本成为了常年处于夏天的国家。作品中有一个對此微妙的暗示：在野外场景中，始终能听到蝉的鸣叫声。而这种昆虫在日本通常只在夏季出没。
在官方的说法中，回避了涉及極機密的亚当和接触实验。为了掩盖事实，第二次冲击被描述为由一系列过小（大约10厘米）和过快（95%光速）而无法被检测到的陨石撞击引发的爆炸。考虑到远古时代的那次导致月球形成的陨石撞击称为第一次冲击，官方便将此难称作第二次冲击。在NERV内部，只有少数几位成员知道引发第二次冲击的真正原因。
在《序》中沒有提到第二次衝擊的發生日，只提到事件於15年前發生，並且導致半數人類滅亡。與TV版不同的是全世界的海洋都變成紅色，並且喪失了所有生物，成為一片死寂。第二次衝擊爆炸中心的南極則被同心圓狀的圖案覆蓋，中心立著四支十字架。《終》則揭露在南極的爆炸中心存在著名為各各他基地的構造，中間有著靈魂之門（GUF之門），上空則被排斥一切生命的L結界覆蓋，並且空中飄著大量的EVA-永恆（無頭的EVA）。本作也重新定義了第二次衝擊，並不是原目標之外產生的意外事件，而是美里的父親葛城博士為了證實自己的假說，人為而引起的海洋淨化儀式。

### 第三次冲击
第三次冲击是死海文书上预言的最终事件，也是SEELE试图实现的最高目标。
这一冲击將是利用由亚当和莉莉斯的结合所触发的大爆炸，并最终创造一个继承地球上所有人类的神的存在，即“人类补完计划”。为实现这一计划，人类發覺必须先击败和殺死守护“生命之树”的17名使徒才輪到自己。所以創立NERV和SEELE的目标，是不讓使徒提早觸發第三次衝擊，确保最終由人类作為觸發者。
在《破》的最后，碇真嗣为救綾波零诱使初号机觉醒，引发了擬似第三次冲击，但在片尾中卻被渚薰用卡西烏斯之槍刺中身軀而強行終結。然而在《終》中，葛城美里回憶提及《破》和《Q》之間還有一次第三次冲击，引发原因不明，但提及過程為第2使徒莉莉斯站起來然後被遠隔操作的六號機斬頭，其後加持良治以一人之力救出全體前NERV成員創立WILLIE後與懷孕的葛城美里訣別，以自己生命強行終結第三次冲击，而加持良治則壯烈成仁。（要注意擬似第三次冲击時葛城美里身後為NERV本部建築、手上也綁著石膏繃帶，而第三次冲击時葛城美里身後為加持良治剛搶下的AAA Wunder、身體也沒有明顯傷勢。）

### 第四次衝擊
本作中曾發生過兩次，第一次被中斷，第二次則被引導到源堂希望的結果，引發了額外衝擊。
《Q》出現的儀式，EVA第13號機拔出兩柄朗基努斯之槍，吞噬第12使徒後進而覺醒，超越疑似神化形態，引發：第四次衝擊。將黑之月拉出地表，地表上EVA-永恆被引至第13號機所開啟的靈魂之門（GUF之門）內。渚薰將兩把長槍刺穿13號機，並自行引爆DSS，藉由雙槍貫體與使徒的自己消失，企圖中止第四次衝擊，然而並未完全停止。直到真嗣搭乘的插入栓遭到8號機強行射出後，第13號機徹底失去兩名駕駛員，第四次衝擊才得以中斷。
《終》源堂再次推動第四次衝擊的進行，設下陷阱讓明日香解放使徒之力，並讓13號機吞噬她，使他再次獲得儀式所須的使徒，同時利用NHG2號及3號艦從黑之月創造出兩把長槍，將槍投下靈魂之門，從而引發第四次衝擊，開啟負宇宙的大門。
原本在《Q》下集預告中曾提到NERV得真正目的是「最終衝擊」，然而正片上映時並未使用這個詞，取而代之出現額外衝擊（Additional Impact）這個新詞，用來形容碇源堂偏離SEELE計畫自行引發的真實目的。

### 額外衝擊
碇源堂利用加持取得的尼布甲尼撒之鑰捨棄人的身分以換得更多知識後，得知能夠實現他願望的儀式，在原定的第四次衝擊後，再引發額外衝擊。藉由存在於負宇宙的幻想中的EVA重新改寫世界的法則，將碇唯從第四次衝擊實現得靈魂集合體中再構築，與她再度相見。
在負宇宙內與真嗣的對談中，源堂說明第二次衝擊為大海的淨化、第三次衝擊為大地的淨化、第四次衝擊則是靈魂的淨化，「將古老的生命標準化使其喪失各自的特性」「將所有的靈魂轉變為核心，與EVA-永恆同化」達到完全的生命體，不再存在彼此、沒有任何階級、歧視、隔閡。到此為止都在SEELE的計畫內，但源堂還想實現將碇唯再構築、與妻子相見的願望，因而要引發額外衝擊。
然而達成的條件更加嚴苛，作為發動關鍵的EVA13號機、與13號機融合的使徒、用於發動的兩把長槍、黑之月、4艘NHG、進入現實與虛幻間隙的負宇宙、以及存在於那裏的幻想中的EVA。
最終在父子對談結束、看到美里送來新造的長槍、看到真嗣成長到能接受人的死亡後，打消了原本的企圖，黯然從意識的列車上離開。真嗣發動了新世紀（Neon Genesis），初號機和第13號機以蓋烏斯之槍貫穿自身之後，阻止了人類補完計畫，進入現實世界的幻想EVA崩壞、無數的EVA-永恆也粉碎，並且將明日香重新構築肉體送出13號機。他選擇不回溯時間和恢復世界，而是將改寫出沒有EVA的新世界。
在世界改寫完成、場景轉到代表新世界的宇部新川站前，接連幾個畫面帶過宇宙中的物種保存艙、恢復原本藍色外觀的地球、明日香搭乘的插入栓呈現開啟狀態、WUNDER的逃生艙也順利降落在第三村、地上有許多人的腳印。然而除了一群溫泉企鵝外，沒有任何人影出現在場景中。當真嗣一眨眼已身在宇部新川站的月台座位上，對向月台清楚可見渚薰、綾波零在交談，另一側有一名模糊但配色與明日香神似的乘客。

## 使徒
使徒是在《新世纪福音战士》動畫及劇場版中登場的虛構的巨大生命體，该生命体最早于1999年由人類在南極的冰層下發現（亚当）。TV版中一共有18位使徒，新剧场版中则一共有13位。

### A.T.力场
A.T.力场（日語：A.T.フィールド），全称：Absolute Terror FIELD，直译：絕對恐怖領域或绝对领域。設定上絕對領域的本質就是相位差空間。
在动画的开始阶段，拥有绝对领域的使徒几乎能抵挡所有常规武器的攻击，只有另一个绝对领域（比如EVA的）才可能将其中和。在动画的高潮阶段，绝对领域的含义被深化为“将自身与其他自我（ego）和客观世界分割开的一面墙”，“每个生物都有绝对领域”的道理也被揭示出来。绝对领域同时也是寂寞与痛苦的原因，与刺蝟困境有密切的关系。在TV版第24话中，正是因为渚薰信任真嗣，所以渚薰的绝对领域只会被真嗣击破。
已知破壞绝对领域的方法，就是使用一個頻率接近的绝对领域將其中和。绝对领域被中和後並不會立刻消失，而是會凝固成一種類似薄膜的堅韌物質並存在一段時間，然後就可以從其中央入手，將其撕裂開，其原理目前不明，估計可能是绝对领域的波本身攜帶有某種質量無限接近0的未知粒子。另一個方法是利用朗基努斯之槍穿透绝对领域。不過在「屋島作戰」中，初號機就使用了戰略自衛隊的試製型陽電子砲擊穿了第五使徒雷天使（新劇場版為第六使徒）的A.T.力場，說明足夠大威力的常規攻擊亦可以滲透力場。

### S²机关
超级电磁线圈引擎（英文：Super Solenoid Engine，日文：スーパーソレノイド機関/エスツーきかん）是在使徒尸体裏发现的能产生无限能源的装置。S²机关是使徒强大的绝对领域的来源，由于没有这种装置，EVA只能用电缆连接到外部电源作为能量来源。当没有电缆时，EVA只能靠内部电池運作5分钟。S²机关的運作原理是依據美里的父亲－葛城博士创立的超级电磁线圈理论。对这个理论的讨论并不多，但值得注意的是它并不建立在与質能等價有关的原子能理论的基础之上。一些爱好者喜欢使用“S²器官”（S² Organ）这一术语，而不是“S²机关”，因为它更偏向是指EVA的一个器官。（机关與器官在日語為同音，皆讀作きかん）
在TV版第17话中，一个由人类设计的有缺陷的S²机关被安装在四号机上。当S²机关被開啟时，它的防护壳分解，半径89km内的全部设施被摧毁，导致NERV第二支部消失。量产机全部都安装了S²机关。
於新劇場版系列S²机关成為EVA神化覺醒關鍵，初號機吞噬第10使徒的S²机关後隨即神化引發近第三次衝擊，第13號機吞噬第12使徒的S²机关後後超越疑似神化形態，引發第四次衝擊。除此以外搭載S²机关的初號機和Evangelion Opfer也用作AAA Wunder和NHG系列戰艦動力源令戰艦有无限動力。

### 黑之月
莉莉斯之卵，在漫畫和遊戲新世界福音戰士2裡，黑之月和小行天體發生撞擊，因此形成了月球這個衛星(第一次衝擊)。所有人類的魂由此誕生，也有著讓魂魄回歸的靈魂房間。目前實體存在於日本第3新東京市的地下空間裡，第二使徒莉莉斯也存在於此。被冬月教授形容為"原本很美麗的地下球形空間"，其89%被覆蓋在泥土之下或被NERV作為基地。
於《Q》所展現的黑之月形象有別於舊系列，像是佈滿火山口的破碎隕石加上螺旋紋路，浮在空中時的體積遠遠大過富士山。
於《終》移動到第二次衝擊所在地南極，為展開光之翼的NHG2號艦救濟、3號艦原罪生出兩把全新的長槍，用來打開前往負宇宙的大門。

### 白之月
白之月是亞當的卵。從亞當誕生出所有所有使徒的魂魄，並且也有著讓這些魂魄回歸的靈魂房間，位於南極的巨大地下空間。SEELE出資派遣至此的葛城調查隊在這裡發現了第一使徒亞當，調查中發生了第二次衝擊而被消滅。

## EVA
EVA在多种语言中（如德文）是夏娃之意，在聖經中是亞當的妻子和複製人，用來說明EVA都是亞當的複製體。EVA因為是從使徒複製而成，因而有使徒般毀滅性的戰鬥能力，同時也是生物科技與精密電子機械組合而成的產物。但是，實質上仍然屬於生物的範疇。

### 適格者
适格者（英語：Children）EVA的驾驶员必须是年龄为14岁（失去母亲）的少男少女（有一說法為駕駛員必須在第二次衝擊後出生）。14歲處於一個有自主意識，可是人格尚未發展完全的年齡，且其人格越有缺陷，能釋放的A.T.力場越強大。其必須由“人类补完委员会”与NERV对符合上述条件的少年进行审查后，获批准者才可以驾驶EVA，其使命是与使徒进行战斗。注意即使是單數，英語仍為Children。

### A10神经
在神经学中，它是在人脑中产生吗啡成分，同时产生快感的部位，也負責管理记忆。在动画中，駕駛者的A10神经的脉冲及同步率与EVA必須保持一致才可以對其正常操作。

### 头部接口装置
此装置是EVA驾驶员用来连接A10神经与机器人的。
此装置同时也让驾驶员感受到机器人所受到的各种感觉。

### 作战服
作战服（英文：Plug Suit，日文：プラグスーツ。另外有插入栓服、戰鬥服的翻譯）为EVA驾驶员所使用。
它的作用是：
- 提高同步率；
- 保护驾驶员免受温度急剧变化的伤害；
- 当驾驶员心脏停跳时，给予心脏按摩；
- 统计驾驶员的生理指标数据并传回指挥中心；
- 当按动左腕上的开关时收缩，以适合驾驶员的身材。
- 另有特製的作戰服可防高溫，按右腕上的開關會使作戰服膨脹。

### 插入栓
插入栓（英文：Entry Plug，日文：エントリープラグ）形如胶囊，里面充满着可吸入的液体LCL。座舱驾驶员在他们的插入栓内部控制他们的EVA。

### 模擬插入栓
模擬插入栓（英文：Dummy Plug 或 Dummy System，日文：ダミープラグ或ダミーシステム）是人造駕駛員，所有的EVA都和模擬插入栓相容，所以它們可以被駕駛員或模擬插入栓所操縱。有兩種模擬插入栓，分别具有綾波零和渚薰的人格個性（後者用於量產機型）。

### 高振动粒子刀
这一战斗匕首由EVA使用，装备在EVA的肩膀上。作战原理为以高频快速振动从而能够在分子等级切削物体。它经常被称为“粒子刀”（Prog Knife）。
EVA二号机有一把增强型PK-02，一旦刀刃被折断，一按按钮另一截刀刃就会从把手处伸出。它类似于多节的美工刀，具有脆的刀刃，与初号机携带的型号为PK-01的布伊刀（Bowie knife）式的粒子刀不同。

### 暴走
當碇真嗣的情緒到達了極端，就會產生失去自我控制的反應，也因為如此使得他和初號機的同步率可以大幅度的提升，甚至最大化（400%以上），這段時間內初號機是以「自己的行為思考模式」而行動，初號機特性轉為凶殘無比。也可以是寄託在EVA初號機裡的碇唯保護插入栓裡的碇真嗣不受傷害的母性做法。此外，零號機與二號機也曾經暴走，出現非駕駛員意識控制的行為。
「暴走」一詞后来成為解釋「失去控制」的代名詞。

## 装备

### LCL
LCL是一种注入EVA驾驶舱内的黄色（新剧场版中呈橙红色）、有血腥味的粘稠液体，其成分与原始海洋（“生命之水”）类似。當該液體通入電力時，其分子組成將會改變，可以進行EVA與駕駛員間的神經連結，並且直接供給氧氣，同時LCL也有减缓物理攻击，隔绝精神污染，担负生命维持的功能。LCL也是莉莉斯的血。LCL象征着母亲体内的羊水，是生命的原动力。
官方发行的设定类杂志《EVANGELION CHRONICLE》中提到其中一个“L”代表“Lilith”，但是仍没有给出确切的全称。有爱好者推测LCL是“Link Connect Liquid”的縮寫，但是官方并不支持这个观点。

### 朗基努斯之枪
朗基努斯之槍（台港译名，也称为“命运之矛”，原文：Spear of Longinus 或 Lancea Longina，日文：ロンギヌスの槍），具有巨大的力量，能刺穿A.T.力場。造型為红色的叉子，長度與EVA身高差不多。它在接近中间的地方分岔，两个岔开的轴互相缠绕形成一个螺旋，而整体上是直的。可是当它刺入目标时，它的分裂的两端會再度结合。
关于长枪的来源，似乎每一个神都会有一支长枪用作压制他们的力量。至于长枪是何時何地何人所制，是一个不解之谜。在故事发生前有两个“神”，分别是莉莉斯及亚当，照理长枪应该有两把。但于故事中只有一把出现，一說是因为第一次衝擊时其中一把损毁了，或是遗留在月球上。另一种说法主张有一把长枪在进行亚当接触实验时沉到大海中未知的地方。（在《終》裡出現了第二把槍，而且葛城美里要求赤木律子製作一把新槍以刺死碇源堂駕駛的第十三號機。）
朗基努斯之枪原指一个基督教著名的聖物，也称作“命运之矛”、“聖槍”。是耶稣在各各他被钉在十字架死亡之后，猶太人向當時的羅馬帝國駐猶太行省總督要求在日落前移除受刑人在十字架上的屍體（猶太人律法要求屍體要在日落前安葬好）。行刑的羅馬軍團為了確定包括耶穌在內的3位受刑人已經死亡，一个名叫朗基努斯的罗马士兵用他的長矛来扎耶稣肋旁。這支沾了耶穌血液的長矛立即成為基督教聖物。其英文为“Spear of Longinus”，而在这部动画裡，长枪称作Lancea Longina，用来指它在拉丁文中的名字，但是这是一个错误。如果以正确的拉丁文格式表达出来应为Lancea Longini。这是一个微小的细节，但它因为与庵野一贯对工作的一丝不苟形成鲜明对比而引起注意。
长枪最初用于与亚当的“接触试验”，最后导致这个使徒的甦醒和第二次冲击。在TV版第22集中，长枪从新死海回收，用于控制莉莉斯。长枪也用作攻击处于卫星轨道位置并在地面武器或EVA射程范围之外的第15使徒“阿拉尔”的最后武器。在被零号机掷出以后，它摧毁了使徒，但突破第一宇宙速度进入了绕月轨道，事实上被NERV所奪去。它最后插进了月球的表面。它在〈真心為你〉中，在第三次冲击发生以前，又从月球飞了回来。长枪在人类补完計劃中是一个关键的部分。
人造版本的长枪被用作量产机的主要兵器，同时也在补完中起到重要作用。本身以朗基努斯之枪为模型，并且可以改变其长度与形状。当它穿透A.T.力場时，前端两叉卷起重合，并突进力场。这种长枪无法与莉莉斯执行补完计划，但仍拥有与原长枪同等的破坏力。

### N²武器
非核武器（英文：Non-Nuclear Weapon）的缩写。它是史上威力最大的“干净”炸弹，具有杀伤使徒的能力（虽然效果不大）。它的爆炸当量大约与一枚标准的氢弹相同，但是没有早期氢弹会产生的核辐射和放射性尘埃。但是，有关N²武器的说明指出N²实际上是一种电磁脉冲弹，会产生极大的电磁脉冲，让人觉得N²可能是一种亚原子粒子武器。它第一次出现是在第一集对第3使徒的作战中，但巨大的爆炸仅令使徒停止了一段时间。

### MAGI
三贤人超级计算机系统（英文：MAGI System，简称MAGI）是由已故的赤木直子博士完成其基礎理論，並由其女兒律子接手完成的超級電腦。據稱MAGI相當於NERV的大腦，並策劃、修正與解決許多組織的秘密與計劃。
MAGI是由三大系統組成：MELCHIOR-1、BALTHASAR-2、CASPER-3。最後的決策出自於這三大系統的商議，采用一票否決制。這部電腦之所以近似於人類，不只是因為它模擬出人類所有的左右為難模式，並且還採用人格移植的作業系統，一種將人類的邏輯思考模式移植到電腦上的系統。其核心乃是移植自赤木直子博士的大腦。MELCHIOR-1、BALTHASAR-2與CASPER-3分別移植了直子身為科學家、母親與女人的性格。在MAGI完成之後的第二天，赤木直子在中央教條自殺身亡。
另外，MAGI的名字來自於新約聖經的東方三博士。MELCHIOR、BALTHASAR和CASPER分別為此三人的名字。相傳此三人在耶穌誕生時從東方跋涉到耶路撒冷給予耶穌祝福。
在〈Air〉開頭，由日本松代的MAGI二號，以及德國柏林、德國汉堡、美國马萨诸塞及中國北京的四部MAGI企圖聯手駭進坐落於NERV本部的MAGI系統。

### Jet Alone
Jet Alone（JA）为擁有內藏式的核子反應爐，用來對抗使徒的無人駕駛大型機器人兵器，由「日本重化學工業共同體」開發，企圖抗衡NERV一方獨大的勢力。但JA在首度公開面世的開幕禮上失控，差點造成大災難，最後整個計畫也隨之付諸東流。失控的原因有可能是控制系统事前被NERV的特工暗中破坏。
JA的名字由《哥吉拉對梅加洛》中的噴射傑格（Jet Jaguar）而来。噴射傑格最初被設計時的名稱為「Red Alone」，而Jet Alone是Red Alone和Jet Jaguar的组合。

## NERV
NERV全称是联合国直属特务机关NERV，成立于2010年，前身是联合国研究机构GEHIRN。名称来源于德语“神经”。NERV拥有超越国家层面的特权，其成立目的是开发、研究EVA和对使徒进行调查研究以及歼灭。NERV的最高司令由碇源堂担任，副司令是冬月耕造。
NERV本部位于日本箱根芦之湖北岸即第3新东京市地下的大深度地下大规模空间（Geo Front）内，掌管MAGI的1号机。在日本松代设有NERV的试验场，NERV第1支部和第2支部位于美国，第3支部位于德国。在英国伦敦，中国北京、上海也有NERV机构。新剧场版中有若干旧版没有出现过的新基地，如伯大尼基地（Bethany Base）、塔布加基地（Tabgha Base）等。
NERV与所在国政府的关系一向比较紧张，NERV本部与日本国政府、战自的关系尤为如此。在TV版中，虽然NERV是SEELE的下属执行机关，但碇司令和冬月主持之下，NERV和SEELE的关系渐趋紧张，乃至最终破裂。

### GEHIRN
为NERV前身，德语中意为“脑”。與具有強烈軍事組織色彩的NERV不同，GEGIRN主要是一個研究機構。事實上，它是SEELE的下屬組織，並以聯合國直屬的人工進化研究所作為掩護進行活動。這個組織的目的是為SEELE所追求的計劃準備合適的人員、技術和裝備。隨著MAGI的完成，GEHIRN立即被解散，所有計劃的執行組織移交給特務機關NERV。
最初的方案曾考慮讓GEHIRN成為《海底兩萬哩》中尼奧亞特蘭帝國的殘黨。

### 人工进化研究所
GEHIRN为了掩护之用而设的机构，设立于公元2003年，研究所的所长是碇源堂。
其3号分室是綾波零出生养育的地方，这裡的光和水让她留有深刻的印象。

### 人类补完计划
本作最大的謎團。與E計畫（EVA製造）、亞當計畫並稱NERV進行的三大計畫之一，而且是其中最重要的。TV版將他的內容表現得相當隱晦，像是LGAT課程一般的詮釋方式，並未提到詳細內容。在劇場版的手冊中則提到，只取得智慧果實的而以失敗品身份生存至今的人類們，以人為方式進化為掌握生命果實與智慧果實的完全生命個體，這就是人類補完計畫。但是SEELE與冬月、源堂的方向有了差異，最終導致了對立。
SEELE与人类补完委员会依照“死海文書”与“裡死海文書”中的记录来推进计划的步伐，他们的目标是“为了封闭的人类再生的通过仪式”，強制將人類合而為一。SEELE的補完計畫必要的條件包含：莉莉絲、亞當、朗基努斯之槍、EVA，當初計畫利用EVA系列把黑之月挖出來，使用長槍、透過把莉莉絲當成神的容器引發第三次衝擊，引發反AT力場從而把人類的心之壁破壞，使其不能再維持個體的型態。然後人類的靈魂回歸靈魂之屋重獲新生，重新組合成一個大個體。
但是這些要件幾乎都在源堂手中，但执行仪式用的“朗基努斯之枪”被意见分歧的碇源堂以“与使徒作战不得已”的藉口，由零号机抛到了月球轨道。失去長槍的SEELE判斷不可能直接以莉莉絲進行補完計畫，因此改為透過莉莉絲唯一的分身：初號機來實行計畫，殺害駕駛員並取得這兩台特殊EVA，然而計畫失敗。於是在〈真心為你〉SEELE投入了9台量產型EVA，正好初號機此時出現並召喚了長槍，便半強制地將初號機當成神的容器展開補完計畫的儀式。
EVA量產機讓黑之月從地底升上來，在初號機上又出現了融合亞當的莉莉絲（綾波零），所有的要素都到齊了。初號機根據真嗣內心存在的死亡衝動而將長槍貫體，9台量產機也以長槍貫體，與智慧果實、生命果實融合還原成生命之樹。又因為真嗣內心存在著對世界毀滅的期盼，莉莉絲打開了靈魂之門，強大的反A.T.力場使所有的生命變成LCL，初號機也與莉莉絲融合。接著人類的靈魂藉由莉莉絲回歸黑之月的靈魂之屋，所有的靈魂合而為一，補完計畫完成。
但在以單體的完全生命體姿態重生前，綾波零（莉莉絲）突然呼喚了真嗣的「本能欲求」(libido)，由於真嗣希望自己以外的他人存在，導致黑之月崩壞，人的魂魄散落大地，人類補完計畫以失敗告終。
另外，系列不同作品的實踐方法與理由不一，在遊戲《新世紀福音戰士2》當中，源堂的補完計畫則是由自己體內的亞當與零（莉莉斯）融合，同樣變成劇場版的巨大零外觀的莉莉斯，運用其強大的反A.T.力場使全部的生命回歸LCL，人類的靈魂則導向擁有兩種果實、與神同等的初號機（碇唯），與其合而為一的計畫。但是實際的目的是為了和妻子再會，會對初號機如此堅持，把初號機推向成為神的道路全都是為了這個目的。但是劇場版零選擇了與真嗣之間的羈絆，背叛源堂以致於補完計畫失敗。
漫畫版有著同樣進行著的補完計畫，但有兩個計畫與前面不同。讓人類向神贖罪並以神之子的身份重生為目標是SEELE的計畫，以神的存在為目標則隱晦地表示為源堂自己的計畫。
此外，遊戲《新世紀福音戰士2》裡描寫到：亞當、莉莉絲這些生命的創造主來自於某個十分遙遠、即將毀滅的行星，他們與眾多靈魂搭乘著月亮來到地球。在出航之前亞當先選了生命果實離去，但莉莉絲不滿足於智慧果實，她也想獲得生命果實，便追著亞當來到地球。並且打算從亞當手中奪走生命果實，讓自己的孩子人類成為完全的存在，正好人類也同樣想要得到生命果實，想讓人類把生命果實帶給自己。
新劇場版裡SEELE和源堂同樣在推動著人類補完計畫，渚薰曾說「為了讓人類進化，以舊時代的生命為祭品，創造得到生命果實的新生命就是人類補完計畫」這個理念本身與舊版作品幾乎一樣，在新劇場版中，SEELE被描寫為有著智慧果實、為人類帶來文明的非人類存在。並且也暗示源堂與SEELE有著不同發展方向的人類補完計畫，對SEELE來說他們的目標已經在14年後「Q」的時間點達成，在此之後的人類補完計畫全都交由源堂接手。在第四次衝擊後，加上了額外衝擊，將存在於想像中的EVA帶進現實世界，讓所有生命回歸為一。新劇場版的真嗣沒有回溯時間、修改世界的想法，而是在阻止剩餘的地球生命被EVA-永恆一體化的同時，另外創造了不存在EVA的新世界。
新劇場版的人類補完計畫提倡者由TV及漫畫版的碇源堂改為美里的父親——葛城博士提倡，並且因為驗證理論而引發第二次衝擊，此衝擊對應的淨化原罪對象是「海洋」，第三次衝擊為「大地」，第四次衝擊為「靈魂」，而最終的額外衝擊為該計畫的終點，來決定世界的命運，因新長槍「蓋烏斯之槍」（也被葛城美里稱為「Wille之槍」）的誕生而使得最終主導權轉移，創造了一個沒有EVA的新世界。

### E计划
E計劃是建造一系列EVA（模仿亞當外型創造的產物）的計劃，亦促成了NERV的成立。
E計劃又稱亞當復活計劃（造神計劃）。

## 组织

### SEELE
第二次冲击前就已存在的秘密组织。该组织隐藏了第二次冲击的真相以及使徒的存在，并且拥有超越国家和联合國的实力。第二次冲击之後，它以联合國为掩护，建立了人类补完委员会以及特务机关NERV，还建造了EVA系列。SEELE的人类补完计划是按照死海文书的记载推进，目的是将人类进化到另一阶段。然而，由于丧失了朗基努斯之枪，更因NERV司令碇源堂的背叛，计划的最终阶段被迫修改。
SEELE是德语中「灵魂」的意思，其影射現實中的共濟會。

### 联合国
联合国（英語：United Nations，缩写作 ，简称 ）是1945年10月24日成立的国际组织。拥有的联合国军队（日語：国連軍）是在伴随第二次冲击而来的大规模内战之后，由各国军队编入而成的。人工进化研究所和特务机关NERV也是所属于这个组织，但实际上是被SEELE所控制。
新劇場版中聯合國的地位被大大縮減，過去提到聯合國的台詞一半以上改成了美國和歐盟。

### 马尔杜克机关
马尔杜克机关负责挑选EVA驾驶员候选者（“Children”），直屬人類補完委員會。在TV版最后，根據加持調查所得的情報顯示，跟這個機關有關的108家公司中有107家是空殼公司，背后实际由碇源堂和冬月耕造操纵。

### 日本战略自卫队
由于2003年中国和越南在南沙群岛发生军事冲突，于是日本组成战略自卫队这个直属于国防省的组织。原有的陸上自衛隊、海上自衛隊、航空自衛隊都已经编入联合国军，所以战略自卫队是日本政府可以直接指挥的唯一军队。其英文名称为JSSDF「Japan Strategy Self-Defense Force」，常常简称为战自。
战自的编成包括步兵、战车、飞机等等，都是以往军队当中延伸出来的兵种，基本上擅长对人作战，但也参与攻击使徒及都市攻略扫荡等行动。他们配备有N2兵器、BC兵器（生化武器）等武器，不能小看其军事战斗能力。
在TV版中，战自的作用是在使徒与NERV之间提供缓冲或给NERV提供支援。但在〈Air〉中，SEELE欺骗日本政府称NERV妄图发动人类补完计划灭绝人类，日本政府派遣战自入侵NERV地底都市，占据中央教條，以求在碇源堂发动第三次冲击之前阻止他。

## 第3新东京市
| ●第3新東京市 仙石原 蘆之湖 小田原 |
| 第3新東京市位置                   |

第3新東京市（Tokyo-3）是自次代迁都计划以来于现在的神奈川縣、箱根的蘆之湖周边建设中的计划都市。一般宣传为预计取代第2新東京作为新首都，然而实际上却是为了迎击使徒来袭的要塞都市。而在地下则有庞大的地下都市。此外还有被称为"武装大楼"的高层大楼群，内部收纳有飞弹发射装置及EVA专用的武器。
在TV版第23話裡，因為綾波零與子宮天使阿米沙爾同歸於盡，令地下城市上方部分的第3新东京市被炸為廢墟。並在〈Air〉中，因為日本戰略自衛隊使用N²武器，使廢墟人工湖直接被炸穿。最後在第三次衝擊中，以黑之月為中心的地表完全被摧毀。

### 第2新东京市
第2新東京市（Tokyo-2）是在旧长野县兴建的用以取代旧東京市的日本新首都。旧東京在第二次冲击的一周后被新型炸弹毁灭，日本临时政府决定建设第2新东京市。于2001年动工、2003年执行首都机能。

### 东京
故事中曾展現部份水底下被毀的東京。在第二衝擊引起的戰爭中，東京被投下第一枚N²炸彈而遭破壞。
故事中亦提及過一份有關第二次衝擊的官方文件。在〈Air〉中，日本首相希望第3新東京市完全破壞到不適合任何生物居住的程度，然後「二十年內禁止任何人接觸......好像舊東京一樣」。

### 地下都市
地下都市（Geo Front）兴建在第3新東京市地下全长6公里、高0.9公里的巨大空间内。不过这个空间并不是人造的，而是由既存的直径13.75公里的球形空间大部分被沙土自然填埋而形成的，至于产生的原因不明。NERV本部位于中央部分，周围分布有森林和地底湖等。全长2公里天顶部分倒悬着许多高层建筑群，被称为「天顶都市」，这也就是地上的大楼，当使徒来袭时就会收到地底下。地上与地下都市的交通是靠Car Train和单轨列车等。藉由集光系统将地上的阳光传送到这里来，因此也有白天和黑夜的分别。

### 终极教条
终极教条，也称最终教条（英語：Terminal Dogma），位於NERV總部的最底層，也是莉莉斯與朗基努斯之槍的所在地。表面上終極教條長期封鎖，但是NERV的高層（如碇源堂、冬月耕造、也可能包括律子）可以入內；另外，加持良治在完成他的最後任務之前，也曾進入終極教條，向美里展示內裏的情況。
有時候終極教條區和中央教條區的設定會混為一談，在新劇場版中被設定為L-EEE層的一部分；另外在新劇場版中，是美里帶著真嗣進去L-EEE層去看莉莉絲，因此新劇場版中美里應該也有任意進出終極教條區的權限。
順帶一提，不同於TV版，新劇場版中NERV所有人都知道終極教條區和莉莉絲的存在，當使徒侵入終極教條區時，便會自動引爆炸彈摧毀莉莉絲和終極教條區，但使徒可藉由偽裝成EVA來阻止自爆裝置偵測（渚薰曾以EVA二號機入侵终极教条）。

### 中央教条
中央教条/中心教義（其官方汉字写法为中央大垂直沟）是NERV總部內金字塔狀的控制中心，位於終極教條的正上方。中央教條的名稱源自分子生物學中的中心法則，指“DNA - RNA - Protein（蛋白质）”转换时的不可逆讯息流。該條款解釋了編譯人類基因圖譜的概念。动画第13话5:15秒画面右下角出现“至中央大垂直溝（to Central Dogma）”字样，由此可断定官方对“Central Dogma”的汉字表示为“中央大垂直溝”。台湾东贩代理發行的漫画版亦将“Central Dogma”与“Terminal Dogma”翻译为“中央大垂直溝”与“終極大垂直溝”，但是在版权移交到台灣角川之后，台角直接使用了英文写法。

### Confort 17 mansion
美里等人所住的公寓，但整棟就只有美里他們住而已，其他均是空房，原因不明。美里住在第11樓。

### 第一脑神经科
隶属于NERV医学部，负责驾驶员作战后的收治与康复。

### 第3新东京市立第一中学

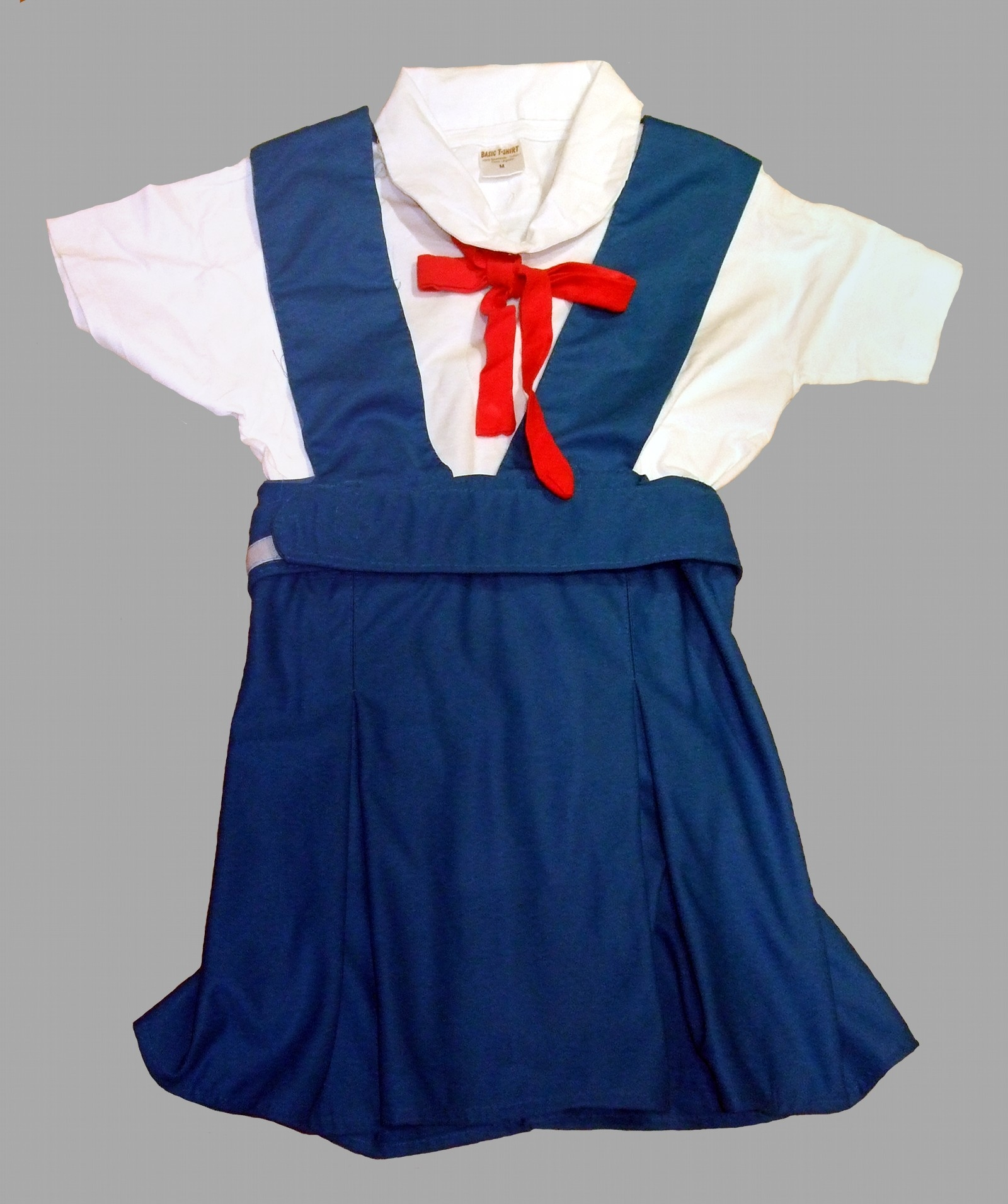
第三新東京市立第一中學女生制服

真嗣等人的学校，适任者及候补人选均编在2年A班。

## 杂项

### 南极洲
第二次衝擊發生的地方。因為第二次衝擊，南極洲受到徹底破壞，現在已經變成毫無生機的一片紅色海洋，海面上只剩下尖銳突出的鹽柱。如缺乏保護，人類無法在那裏生存。

### LCL之海
LCL之海是一個沒有A.T.力場的世界。
在這個世界，人類的意識無分彼此，所有人的靈魂都棲息於由莉莉斯的血構成的巨大海洋之內。
這是SEELE認為人類存在的終極理想形態，亦是該組織執行的人類補完計劃的最終目標。

### 死海文书
SEELE拿来当行动方针的文件。SEELE就是按照上面的记载建造EVA、展开与使徒的战斗，似乎也记载了来袭之使徒的相关资料。SEELE组织里面也称这份文件为「裏死海文書」。与现实世界中1947年出土的死海文書之间的关系不明。

### 卡尔巴拉松生命之树
亦作卡巴拉生命之樹。当人类补完计划开始时，初号机成为一株类似树的东西，其根向天空散布，其枝蔓延地面。
根据冬月的描述，「初号机回归成生命之树...」。其枝与根相颠倒的生命之树，在印度教与犹太秘教经典中亦有描述，称为「倒吊之树」。

### CODE 601
三贤人超级计算机系统（MAGI）的電腦代碼；表示資料不明、無法分析。

### 666防壁
劇中MAGI除了防火牆以外，用来对抗外部駭客入侵的方式，一般認為這是源自UNIX檔案權限保護觀念而產生的術語。
在基督宗教的典籍《聖經》中，666被認為是獸的代號，666也因此被解讀為撒旦的代號。

### A-17
一個由NERV所發布的緊急命令，為了方便NERV捕捉第八號使徒而可以便宜行事。其内容包含封鎖箱根的陸空交通、對外管制消息等。

### A-801
此命令由日本政府发布。它废止了对NERV的法律保护，并将联合国授权转移给日本政府，以便日本政府武力占领NERV总部。

### 聖痕
真嗣在第三次冲击发生时手掌上被打下了烙印。他的双手上出现的钉伤，随后他进入梦境状态。

### 瓦伦丁条约
在2001年2月14日世界各国签订的一个条约，以结束持续的战争。
由于其签订的时间，那场战争也称为“情人节战争”。

## 新劇場版的新設定

### IPEA
於《破》的EVA二號機封印畫面中出現，是舊作中完全沒有登場的機關。
根據官方的EVA CUSTOM商店中販售的T-Shirt上面印製的內容，IPEA是「International Project Evangelion Agency」的縮寫。
此組織主要負責管理全球的泛用人形決戰兵器EVA，包括制定《梵蒂岡條約》。

### Wille
于《Q》中登场，由部分前NERV成员组成，以毁灭NERV为目的的组织。德语中是「意志」的意思。

### 尼布甲尼撒之钥
新剧场版中出现的道具，造型奇妙的鑰匙。外觀是一塊刻有人類神經系統圖的透明薄片，但是人類頭部卻替換成一件神秘裝置。來源﹑作用﹑使用方法皆不詳。于TV版中该情节为被封印还原的第一使徒。
於《終》與碇源堂融合而令碇源堂成為了神，除了擁有被子彈擊毀頭部仍然可以行動的不死體質，也可以如使徒般運用A.T.力場飛行，甚至能從眼部發射威力強大的十字形光束。碇源堂亦相應的失去了人性，外觀上並沒有可見的眼睛，取而代之的是散發著亮橙色光芒的十字形裂口。

### AAA Wunder
于《Q》中登场，Wille從NERV強奪過來的空中戰艦，全名「Autonomous Assault Ark Wunder」。通稱奇蹟號。
原本為NERV建造的NHG-***1 Buße 懺悔號，用作發動最終衝擊以推動人類補完計劃的道具之一。主力武裝是可發射多種彈藥的磁軌炮，艦首安裝四台，艦尾一台。Q中主炮曾使用針對EVA機型的AA彈及可運用AT力場改變彈道的曲射彈，但是對《終》中出現的NHG系列姊妹艦無法構成威脅。《終》中也在兩邊主翼上搭載共12枚新武器「宙対宙艦船流用式誘導弾」，實際上只是加裝前蘇聯N1運載火箭推進段的舊型戰艦形成巨型飛彈而已。
劇中尾段為了將新創造的「Wille之槍」—Gaius之槍傳送到真嗣所在的負世界，與真希波駕駛的8+9+10+11+12號機合作突破巨大莉莉絲的防護。在成功將真希波及長槍送到負世界後，奇蹟號隨即受損過度而爆炸，美里也隨艦犧牲。

### L結界
無形的力場，新劇場版並未具體解釋L結界的具體性質及形成的原因，但可以肯定的是普通人類沒有防護下無法在強力的L結界中長期生存。L力場影響下的地區大多表現為被紅色物質完全覆蓋，大型物件如繼電塔於空中漂浮，普通人長期逗留會失去形體化為LCL。為對抗L結界，於近第三次衝擊後幸存的人類研發出「反L結界力場產生裝置」，外形為紅黑色相間的巨形柱狀裝置，可淨化環境，消除紅色物質並製造出普通人類適居的空間，但是於第三次衝擊時未能全部及時運行。第三村即是因反L結界及時運作而幸存。

### NHG系列
NERV建造的四艘戰艦作發動最終衝擊以推動人類補完計劃的道具，每艘戰艦均搭載一部Evangelion Opfer作動力源。四艘戰艦可藉由儀式創造補完計劃需要的長槍。
NHG-***1 Buße 懺悔號：NHG系列一號艦，原搭載Eva Mark.09，被Wille強奪後改名為AAA Wunder及改以初號機作動力源。原定和其他三艘姊妹艦搭載同樣的類使徒光束武裝，但是尚未完工就被強奪，因此Wille只能為其加裝較弱的磁軌炮。在黑之月被轉化成兩枝長槍而且Wille失去長槍控制權的危急狀況下，律子及美里正確推理出AAA Wunder也可以單獨製造長槍，最後用AAA Wunder的脊柱創造出最終的長槍—Gaius之槍。於艦內被塗污的德文碑文顯示本艦於11805年6月21日建造（原文為：Buße Kiellegung 21. Juni 11805 Sonderbehörde NERV Leitschiff der Hüter von Guf-Klasse，其後被塗污成AAA WUNDER Kiellegung 21. Juni 11805 WILLE Leitschiff der Hüter von Guf-Klasse）。
NHG-***2 Erlösung 救贖號：NHG系列二號艦，搭載Eva Mark.10。於南極決戰率先攻擊AAA Wunder，而後遭到Eva 8號機擊沉，連帶Mark.10被吞噬。艦體內存在強力的L結界，正常人不可能在內生存，設計上也並未考慮到有人類搭乘。身為普通人類的冬月副司令最後失去形體化為LCL。
NHG-***3 Erbsünde 原罪號：NHG系列三號艦，搭載Eva Mark.11。於南極決戰擔任中堅，而後遭到Eva 8號機擊沉，連帶Mark.11被吞噬。
NHG-***4 Gebet 祈禱號：NHG系列四號艦，搭載Eva Mark.12。於南極決戰壓軸登場，在冬月副司令的控制下偷襲正與NHG-***2 Erlösung和NHG-***3 Erbsünde交戰的AAA Wunder並完全摧毀其武裝。而後遭到Eva 8號機擊沉，連帶Mark.12被吞噬。
機體名字的設計靈感為天啟四騎士的反轉。

### 梵蒂岡条约
於《破》新追加的設定。條約詳細內容不明，但其中第13條第一項內容為：限制一個國家只能有3台或以下可以移動的泛用人形決戰兵器EVA。
另外條約也禁止EVA用於軍事用途。

### 第三村
14年前近第三次衝擊後生還的人避難的村，位於靜岡縣濱松市天龍二俁車站。

### EVA的詛咒
《Q》里最新推出的概念，当时被理解为被驾驶员被使徒侵蚀，或长时间在LCL中浸泡导致身体冻龄，驾驶员的外貌会被定格在14岁。在《终》里面通过明日香与真嗣和真希波的对白，可以看出EVA的诅咒实际上对驾驶员的生理和心理造成极大的影响。
目前已知的EVA的诅咒症状有：
1. 除头发外，身体各部分都不会再成长。
2. 失去味觉，无法进食，只能喝水。
3. 无法睡眠。

### 大和作戰
於《終》WILLE為了消滅NERV並阻止最終衝擊及人類補完計劃的最後決戰，NERV與Wille的衝突於第二次衝擊的地點南極白熱化。最後因人類補完計劃實現了碇真嗣的願望而令所有新劇場版中登場的EVA全數滅亡而且不留任何痕跡。

### Evangelion Infinity
第三次衝擊後，於紅色大地、南極上空大批出現的紅色無頭EVA。是由複數舊生命體（包含人類﹑寵物﹑禽畜等）經由補完計劃融合而成的新生命體，但是因第三次衝擊被強制終止，所有新生命體也隨即死亡。於第四次衝擊後，部份Infinity卻神秘地重新開始活動，漫無目的地遊走，此類特殊個體被劍介稱為「漫游者」。漫游者只會在反L結界範圍外活動，第三村得以幸存。

### Evangelion Imaginary
在《終》出現，於负宇宙產生的空想上的EVA。據稱是只有「同樣地相信想像和現實」的人類才可以感知到的個體。通過融合由第13號機所持，代表絕望的朗基努斯之槍及由初號機所持，代表希望的卡西烏斯之槍，可以引發能完全改寫世界的「額外衝擊」。
外形根據碇源堂的說法會在不同人的眼前呈現不同的樣貌，真嗣所見是黑色的莉莉絲，進入現實世界後Wille眾人看見的是與〈真心為你〉相似的巨大綾波零（舊版莉莉絲）。

### 负宇宙
在《終》中，第13號機與初號機最終對決的場地，同時是由碇真嗣记忆形成的世界。因此最終對決過程中背景不斷轉換，包括第3新東京市、市立第一中學2年A班、加持的西瓜地，甚至包括真實片場。

### 新世紀（Neon Genesis）
額外衝擊之後，碇真嗣所創造出沒有EVA出現的新世界。
本詞借用自舊版《新世紀福音戰士（Neon Genesis EVANGELION）》標題。

## 脚注
1. 1 2 3  劇場版：Air/真心為你　场刊
2. 1 2 3  劇場版：死與新生　场刊
3. ↑  FILMBOOK，vol.4 p.72.
4. 1 2  Chronicle，SIDE A，p.49.
5. ↑  FILMBOOK，vol.6 p.22.